# Datahandelaar
Een datahandelaar of een handelsinformatiebureau (of de Engelstalige benaming data broker) is een bedrijf dat handelt in gegevens.

## Data
Datahandelbedrijven kopen informatie op en verkopen die informatie weer of bieden analyses aan op grond van die informatie. Die analyses worden bijvoorbeeld gebruikt voor marketing of kredietanalyses. De bedrijven verzamelen op verschillende manieren zo veel mogelijk data over zo veel mogelijk personen. Het tracken van het surfgedrag op internet is een van de middelen om aan data te komen. Ook worden gegevens verzameld van de Basisregistraties Adressen en Gebouwen (BAG), het Kadaster, de Kamer van Koophandel, openbare registers, aanschrijvingen, publicaties en betalingsgegevensen, en data uit openbare en commerciële bronnen zoals faillissementsdata, Wsnp-data, onroerend-goeddata en via incassobureaus. Ook op basis van patronen in koop- en surfgedrag kunnen de datahandelsbedrijven voorspellen hoe een burger zich gedraagt. Het bedrijf Focum heeft bijvoorbeeld een Nationaal Consumenten Bestand aangelegd met daarin nagenoeg alle mailbare adressen en bijbehorende telefoonnummers van consumenten. Ook socio-demografische en lifestyle-kenmerken zijn in hun bezit. Zo kunnen persoonsprofielen worden opgebouwd met meer dan 70 kenmerken.

## Bedrijven

### Nederland
Nederland telt zo’n 180 datahandelaren. Grote Nederlandse datahandelaren zijn Focum (met data van 10,5 miljoen Nederlanders), Lindorff (10,3 miljoen), EDR (7,5 miljoen) en 4orange (7,4 miljoen). Ook het Amerikaanse bedrijf Experian heeft een Nederlandse tak.
In 2010 raakte het crossmediabedrijf Advance - dat later in handen kwam van Eyeworks, het latere Warner Bros. International Television Production Nederland - in opspraak door de verzameling van persoonsprofielen van 2,2 miljoen Nederlanders die ongeoorloofd werden verhandeld.
Data Driven Marketing Association (DDMA) is de branchevereniging voor dialoogmarketing en telt circa 300 leden die via directe en interactieve media informeren, communiceren en verkopen.

### Buitenland
In de Verenigde Staten is datagigant LiveRamp (voorheen Acxiom geheten) gevestigd. Dit bedrijf verwerkt naar eigen zeggen meer dan 50 biljoen datatransacties per jaar en had een omzet van 1,06 miljard dollar in 2013. Acxiom claimde van 10% van de wereldbevolking gegevens te hebben, met zo'n 1500 informatiestukjes per consument (aangehaald op Senate.gov). Het Britse bedrijf Cambridge Analytica claimde in 2017 dat het van 220 miljoen burgers uit de Verenigde Staten psychologische profielen heeft, opgebouwd uit 5.000 afzonderlijke datasets (een andere claim uit dat jaar gaat uit van 230 miljoen Amerikanen).

## Wetgeving
De Nederlandse wetgeving stelt dat personen ingelicht moeten worden wanneer hun gegevens van het ene bedrijf overgaan naar een ander bedrijf. In de wet en in de gedragscode van beroepsorganisatie Nederlandse Vereniging van Handelsinformatiebureaus (NVH) staat dat de informatie volledig en transparant moet zijn en een bureau desgevraagd de logica achter zijn kredietscores moet toelichten. Gegevensverwerking moet voldoen aan de Algemene verordening gegevensbescherming (AVG).